# Zoltán Bitskey
Dans le nom hongrois Bitskey Zoltán, le nom de famille précède le prénom, mais cet article utilise l’ordre habituel en français Zoltán Bitskey, où le prénom précède le nom.
Zoltán Bitskey né le 10 février 1904 et mort le 1er août 1988 est un nageur hongrois ayant participé aux Jeux olympiques d'été de 1924 à Paris.

## Carrière
Il remporte une dizaine de titres nationaux de Hongrie.
Aux Jeux olympiques d'été de 1924, il est engagé sur plusieurs courses : 200 mètres brasse messieurs, 400 mètres nage libre messieurs, 1 500 mètres nage libre messieurs et relais 4 × 200 mètres. Il est forfait sur les épreuves individuelles de nage libre. Sur le 200 mètres brasse, il termine 3e de sa série en 3 min 5 s 40, ce qui lui permet d'entrer en demi-finale. Là, avec le 5e temps de sa demi-finale en 3 min 9 s 20, il n'est pas qualifié pour la finale. Le relais hongrois déclare forfait.
Aux championnats d'Europe de natation en 1926, il se classe 2e au relais 4 × 200 mètres (avec István Bárány, Géza Szigritz et András Wanié).
Il participe ensuite aux championnats du monde universitaires (Rome 1927 et Paris 1928) où il remporte 5 titres, deux médailles d'argent et une de bronze. Il prend alors sa retraite de l'équipe nationale et ne participe pas aux Jeux de 1928 à Amsterdam.
Après un doctorat de droit, il occupe divers postes dans l'administration hongroise. Il est aussi entraîneur et dirigeant de club de natation.